# Klingbach (Kinzig)
Der Klingbach, lokal auch die Klingbach, ist ein gut achteinhalb Kilometer langer linker und südöstlicher Zufluss der Kinzig im Main-Kinzig-Kreis im hessischen Spessart.

## Geografie

### Verlauf
Der Klingbach entspringt in einem Waldgebiet im Gutsbezirk Spessart, nordwestlich von Bad Soden-Salmünster-Mernes. Seine Fließrichtung Nordwesten, behält er im Wesentlichen bis zur Mündung bei. Fast seinen gesamten Lauf wird er von der Spessartstraße begleitet. Nach etwa 800 m fließt ihm der Haselsgraben zu. Der Klingbach fließt links am Haselrain und am Steinküppel vorbei. Dort wird er vom Zimmergraben gespeist. Er durchfließt drei kleine Teiche und anschließend ein Naturschutzgebiet. Kurz bevor der Bach den Wald verlässt, fließen ihm noch der Totenblocksgraben und der Schwarze Graben zu. Nach dem Durchfließen eines weiteren Teiches, wechselt der Bach seinen Lauf in eine Wiesenlandschaft. Dort wird er vom Heidegraben verstärkt. Südlich von Hausen zweigt sich der Mühlbach ab. Der Klingbach fließt nun zwischen den Ortschaften Hausen und Salmünster und unterquert anschließend die A 66. Er durchfließt Salmünster und mündet schließlich nördlich der Münsterberg-Straße in die Kinzig.

### Zuflüsse
- Haselsgraben (rechts), 0,8 km
- Zimmergraben (rechts), 1,4 km
- Totenblocksgraben (rechts), 1,5 km
- Schwarzer Graben (links), 1,8 km
- Heidegraben (rechts), 1,0 km
- Hirschbach (links), 2,4 km

### Flusssystem Kinzig
- Liste der Fließgewässer im Flusssystem Kinzig (Main)

### Orte
Der Klingbach fließt durch folgende Ortschaften:
- Bad Soden-Salmünster-Hausen
- Bad Soden-Salmünster-Salmünster

## Daten und Charakter
Der Klingbach ist ein Gewässer III. Ordnung und gehört zu den feinmaterialreichen silikatischen Mittelgebirgsbächen. Sein Mittlerer Abfluss (MQ) beträgt 293,9 l/s. Das Einzugsgebiet des Klingbaches liegt im nördlichen Spessert und umfasst eine Fläche von 27.275 km². Während das Einzugsgebiet am Oberlauf überwiegend aus Waldflächen besteht, wird der Unterlauf durch Wiesen und urbane Flächen geprägt.

## Geschichte
Nicht immer war der Klingbach ein rein hessischer Bach. Nach der Neuordnung der Grenzen in diesem Gebiet, infolge des Wiener Kongresses, floss er von 1814 bis in das Jahr 1868 teilweise auf bayerischem Boden. Von seiner Quelle bis südöstlich von Salmünster verlief der Klingbach auf damals bayerischem Gebiet. Er verließ dort in dieser Zeit das Königreich Bayern (Bezirksamt Gemünden am Main) und erreichte das Kurfürstentum Hessen (Amt Salmünster). Nach der militärischen Niederlage im Deutschen Krieg musste Bayern das Verwaltungsgebiet des alten Landgerichtes Orb an Hessen-Nassau abgeben.